# John Faber detto il Vecchio
John Faber detto il Vecchio (L'Aia, 1660 – Bristol, 1721) è stato un disegnatore e incisore olandese.

## Biografia
John Faber detto il Vecchio fu uno dei primi incisori ad adottare la cosiddetta 'maniera nera'.
Dopo essersi conquistato una vasta rinomanza in patria soprattutto per i suoi ritratti su pergamena, si recò a Londra verso il 1687 ottenendovi generali consensi e commissioni sia dalla aristocrazia sia dalla casa reale.
Si ricordano i ritratti di Carlo I, Giacomo Stuart, Guglielmo III e una serie di venticinque ritratti dei fondatori delle università di Oxford e di Cambridge.
Il figlio John detto il Giovane (L'Aia 1684-Londra, 1756), suo allievo, lavorò anche come aiuto di Jan Vander Bank.
Si fece apprezzare come incisore alla 'maniera nera', per la spigliatezxza del disegno e la freschezza del tocco.

## Opere
- Carlo I;
- Giacomo Stuart;
- Guglielmo III;
- Venticinque ritratti dei fondatori delle università di Oxford e di Cambridge.

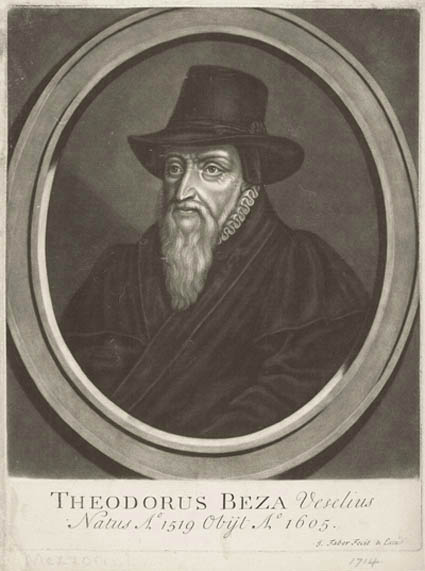
Theodorus Beza Veselius, 1714, incisione
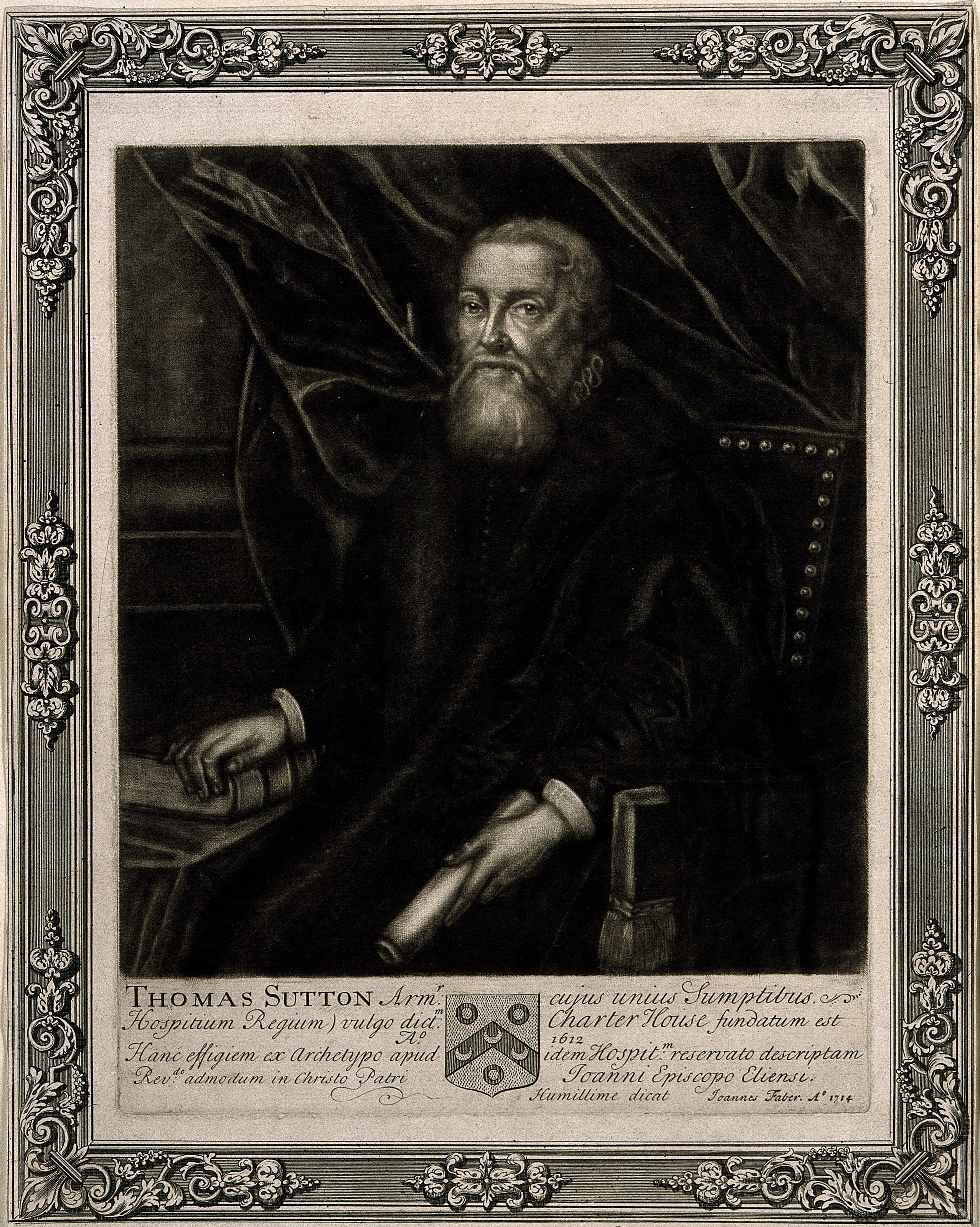
Thomas Sutton, 1714
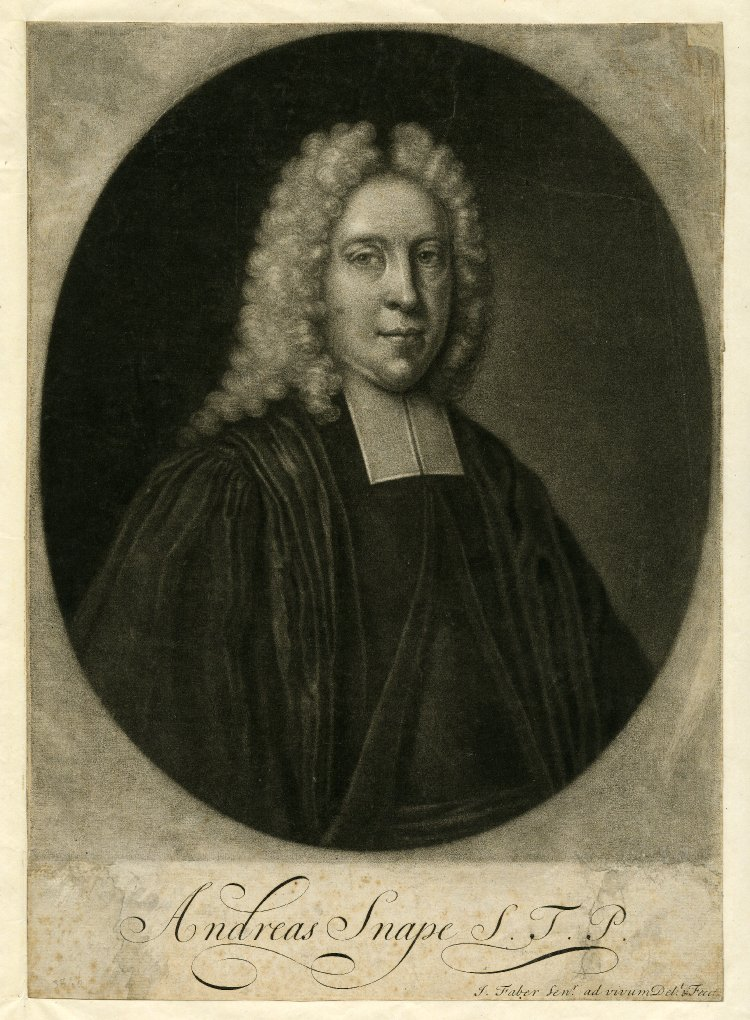
Andrew Snape, intorno al 1710, incisione
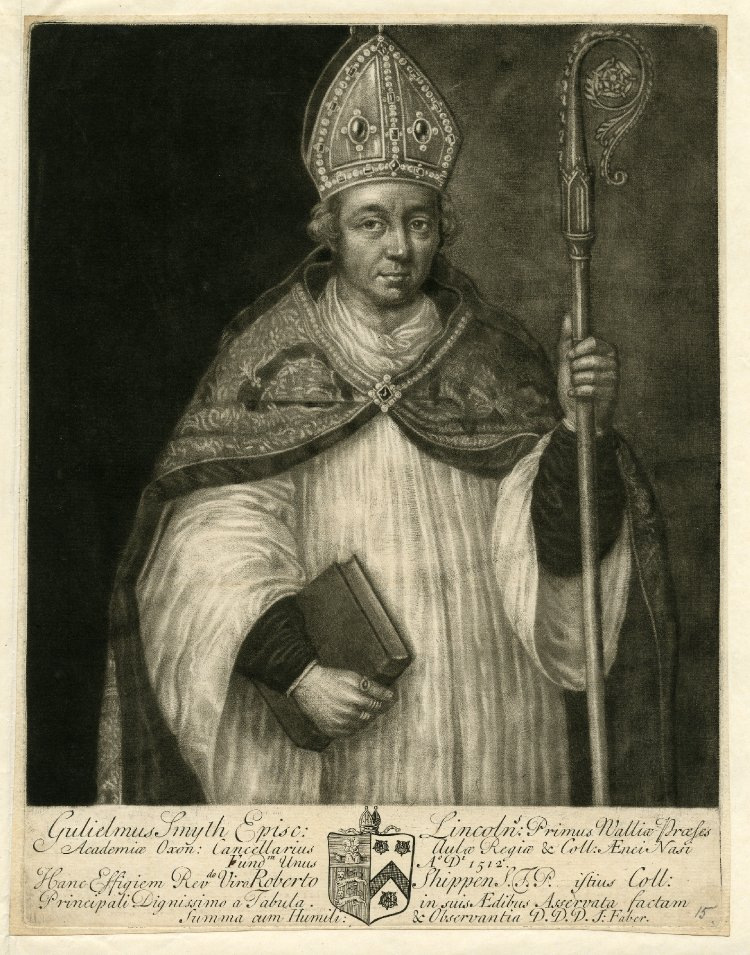
William Smith, fondatore del college di Oxford, 1710 circa, mezzatinta